# NGC 7168
NGC 7168 est une galaxie elliptique située dans la constellation de l'Indien. Sa vitesse par rapport au fond diffus cosmologique est de 2 578 ± 25 km/s, ce qui correspond à une distance de Hubble de 38,0 ± 2,7 Mpc (∼124 millions d'al). NGC 7168 a été découverte par l'astronome britannique John Herschel en 1834.
À ce huit, trois mesures non basées sur le décalage vers le rouge (redshift) donnent une distance de 32,163 ± 7,427 Mpc (∼105 millions d'al), ce qui est tout à l'intérieur des valeurs de la distance de Hubble. Notons cependant que c'est avec la valeur moyenne des mesures indépendantes, lorsqu'elles existent, que la base de données NASA/IPAC calcule le diamètre d'une galaxie et qu'en conséquence le diamètre de NGC 7168 pourrait être d'environ 40,8 kpc (∼133 000 al) si on utilisait la distance de Hubble pour le calculer.